# Szarvaskő vára
Szarvaskő 14. században épült vár, maradványai a Bakony nyugati oldalán, Döbröntén találhatók. 

## A vár története
Nagy Lajos király 1367-ben adott engedélyt kedvelt udvari emberének, Himfy Benedek pozsonyi ispánnak, hogy kővárat emeltethessen a döbröntei uradalmának területén. A 15. század elejére a nemesi család politikai befolyása lehanyatlott, így a környékbeli földesurak egyre nagyobb területeket ragadtak el tőlük, sőt 1401-ben a rátóti Gyulaffyak fegyvereseikkel megtámadták és kifosztották az erősséget is. Mivel birtokaik bevétele erősen lecsökkent, maga a Himfy família is a rablólovagok szintjére süllyedt. Leghírhedtebb rablásuk során 1464-ben a családtagok fegyveres szolgáikkal megrohanták és kirabolták a Szent Márton-hegyi (Pannonhalma) apátságot is, jelentős értékű kegytárgytól fosztva meg a szerzeteseket. Ezt már Hunyadi Mátyás király sem tűrhette, a Himfy család birtokait elkoboztatta és Kanizsai László bárónak adományozta.
Rövidesen visszakerült a garázda Himfyek tulajdonába, akik most a családon belül perelték egymást. Egy 1469-es feljegyzés szerint, az erősségből éppen kiszorult Lőrinc úr embereivel megtámadta és kifosztotta Döbröntét. 1499-ben Himfy Imre feleségül adta Orsolya nevű leányát Essegvári Ferenchez, aki egyúttal zálogba vette a döbröntei várbirtokot is. A törökkel vívott 1526-os mohácsi csata utáni belháborús időszakban urai igyekeztek megerődíteni, ekkoriban emelték a hatalmas, vastag falú rondellát, aminek lőréseiből pusztító ágyútűz alá vehették a rohamozó ellenséget. 1547-ben még a pozsonyi országgyűlés öt lovas katonát fogadott fel a kicsiny helyőrség létszámának növelésére, de továbbra sem számították a jelentősebb véghelyek közé. 
Nádasdy Tamás nádorispán 1555-ös jelentésében még épségben említette Döbröntét, pusztulását valószínűleg egy török portyázó csapat okozhatta, később a gazdátlan romok köveit a környékbeli lakosság elhordta. Döbrönte várromjának falait a 21. század elején részben restaurálták, de még sok részletét a föld mélye rejti.
A vár a Nemzeti Várprogram harmadik ütemének helyszíne.
2018. március 17-én a Szarvaskör Egyesület elnöke és Szarvaskő polgármestere aláírta azt a megállapodást, mely a döbröntei Szarvaskő várát és a Szarvaskői várat testvérvárrá nyilvánította. Ez a fajta partneri viszony, elsőként jött létre az országban.

## Képgaléria

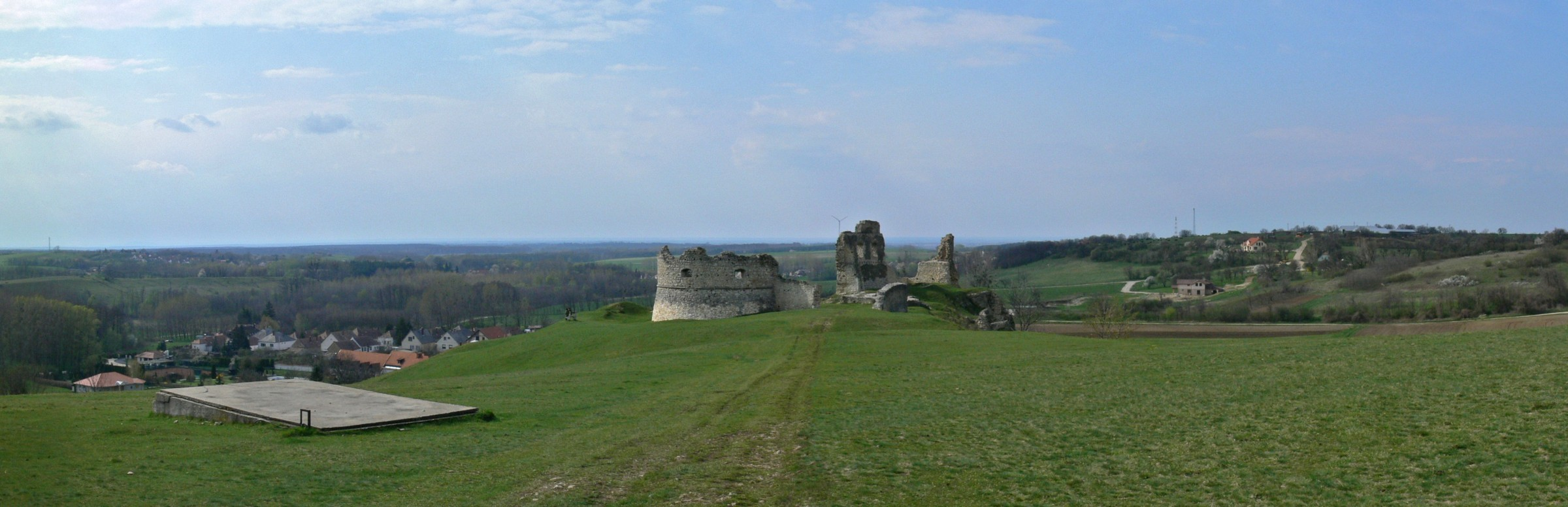
A várrom a dombtetőről
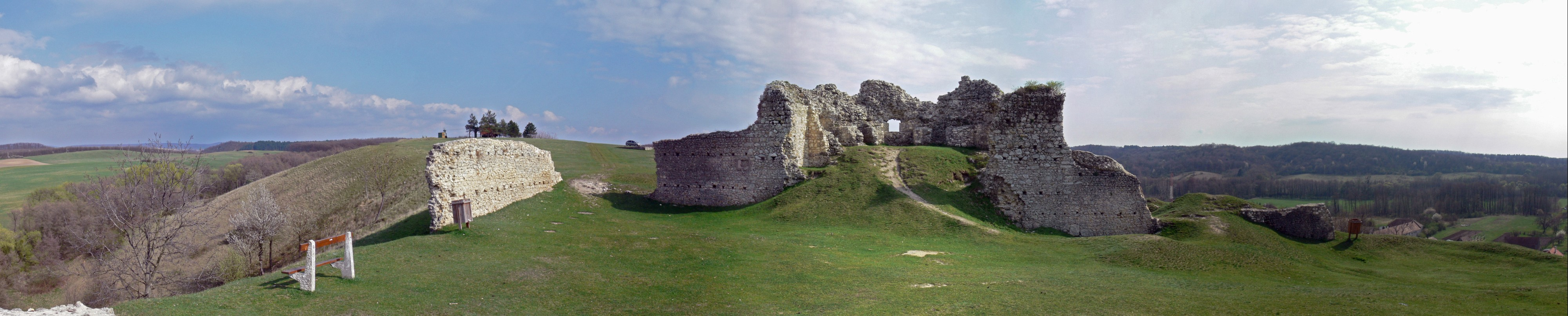
A külső udvar és a körbástya romjai
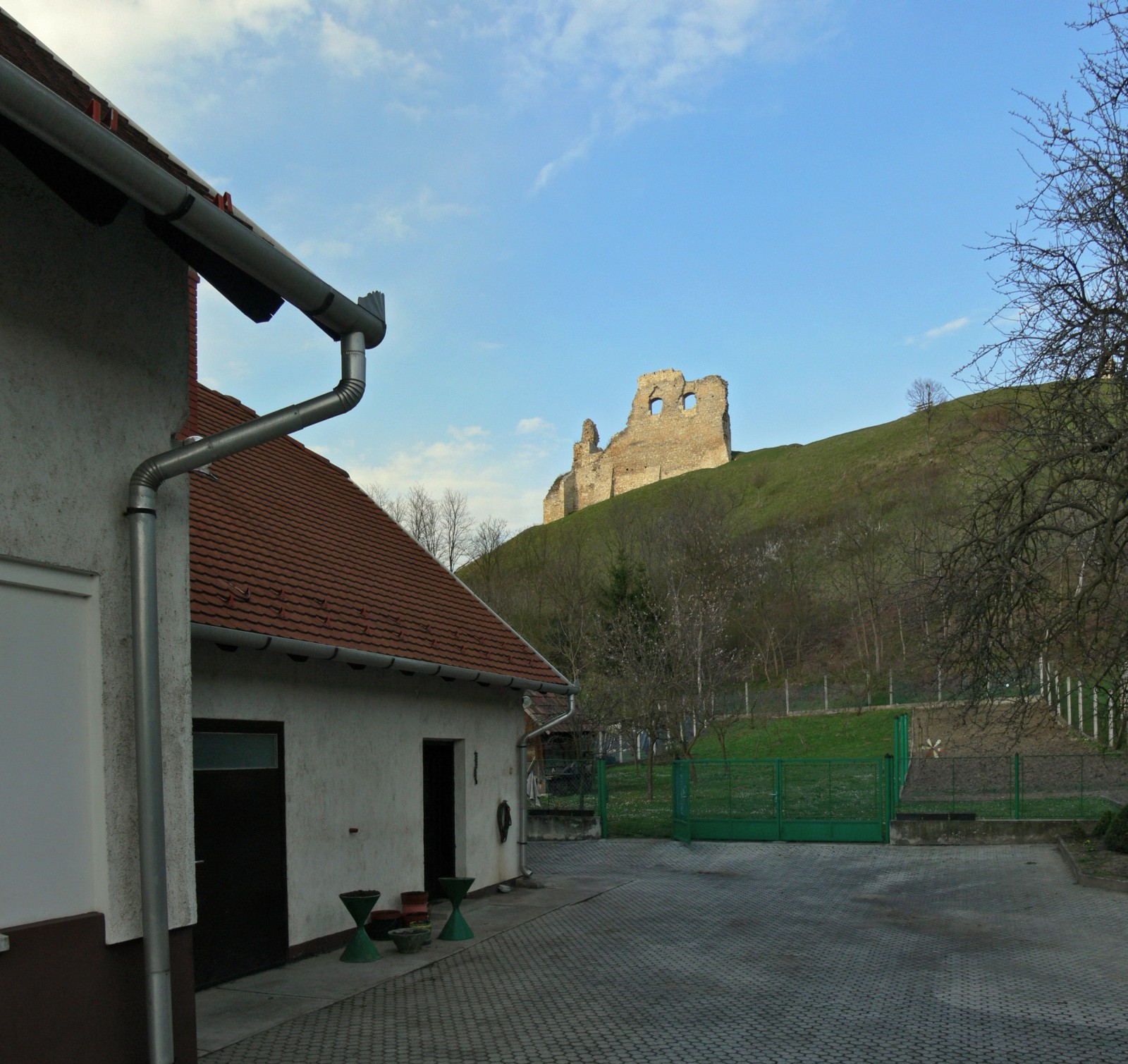
A rom a faluból nézve
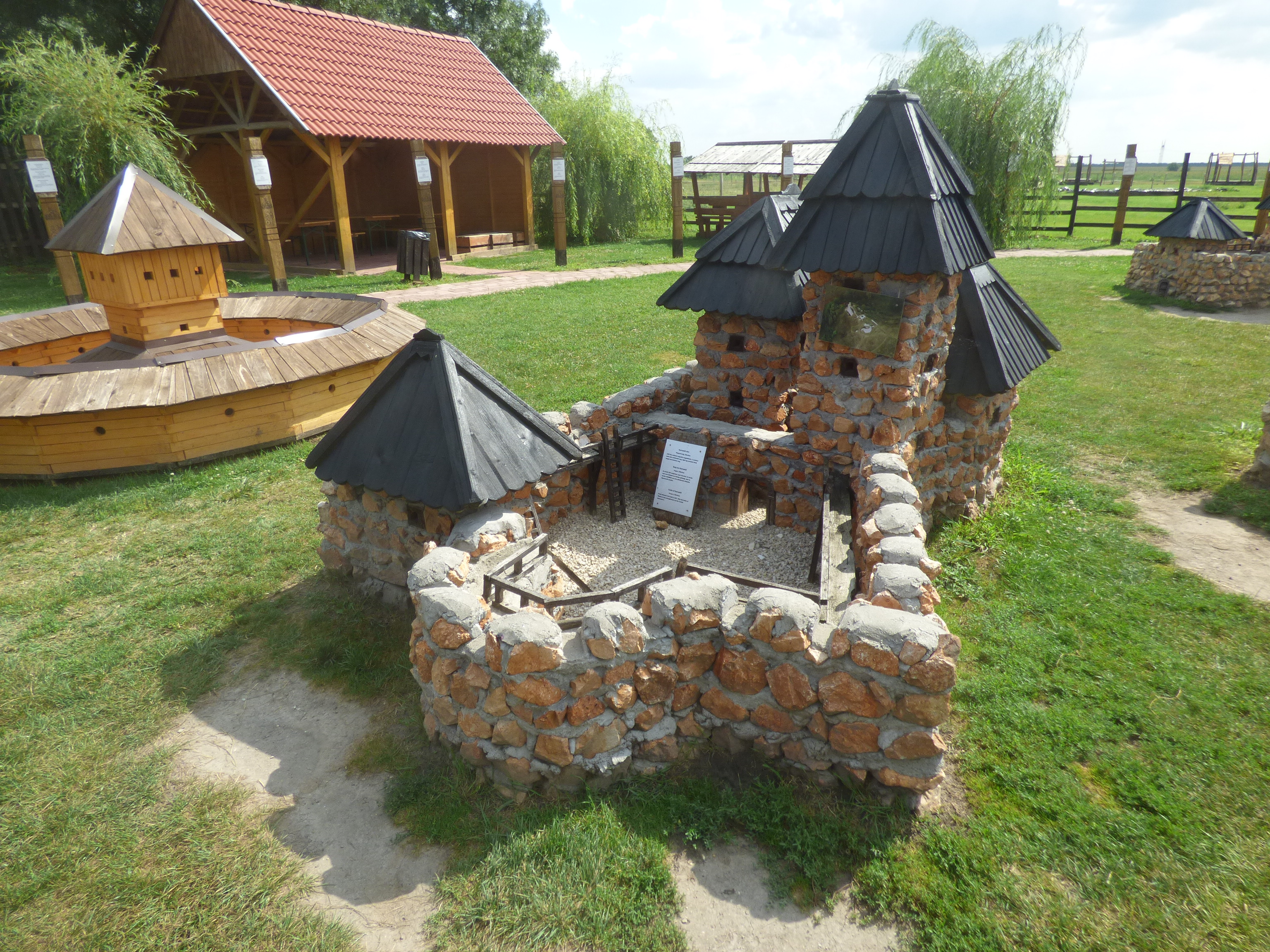
A vár makettje a dinnyési Várparkban
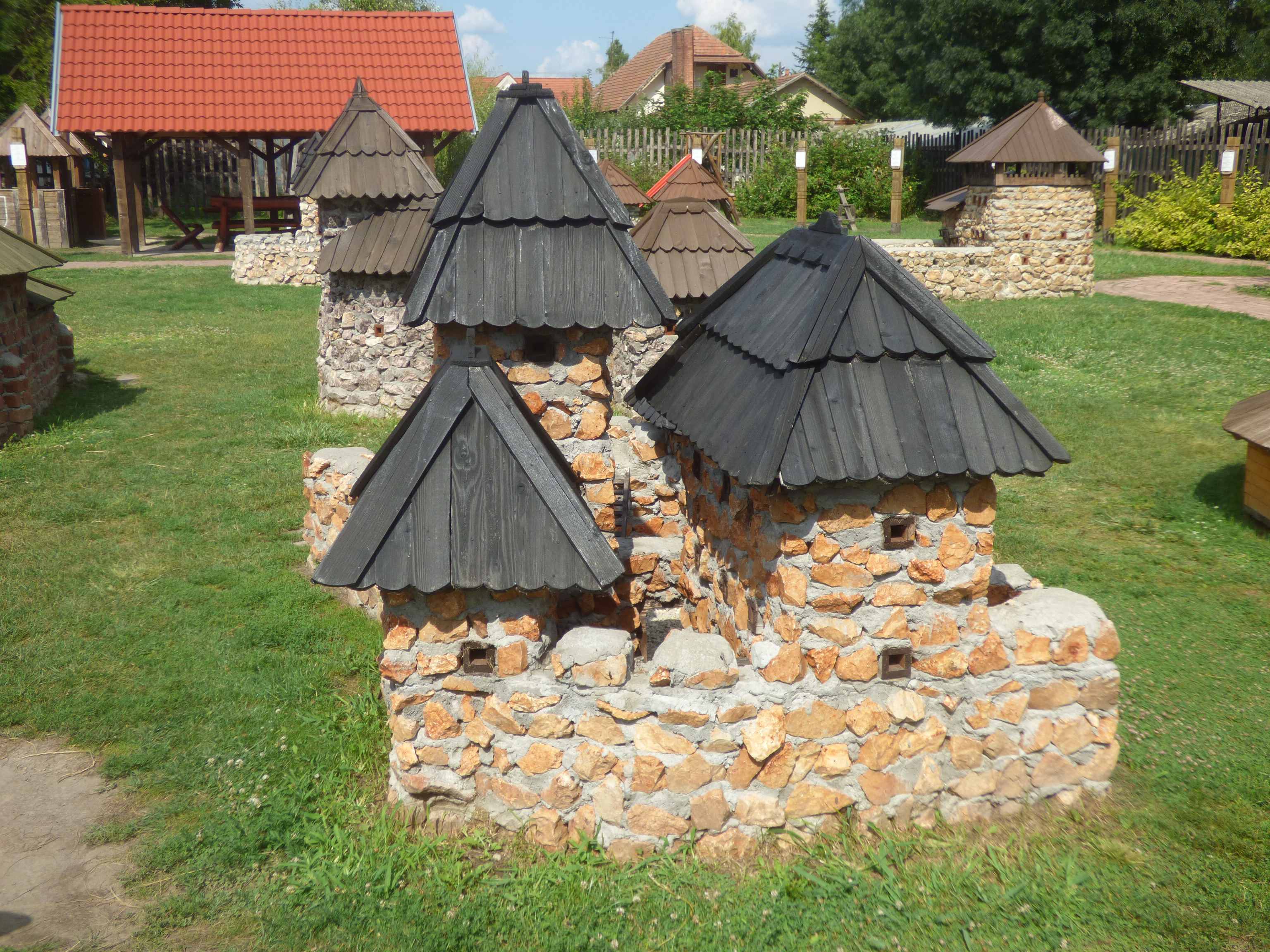
Makettje a dinnyési Várparkban

## Külső hivatkozások
- A vár története Döbrönte honlapján
- Szarvaskő várának. Műemlékem.hu
- Fucskár Ágnes, Fucskár József Attila: Várak Magyarországon. Budapest, Alexandra Kiadó, 2015. 42-43. oldal. ISBN 978-963-357-649-6